# Koninklijke Fanfare Apollo
Koninklijke Fanfare Apollo (voor 2008 Muziekvereniging Apollo), is de muziekvereniging, opgericht op 12 juli 1898, van de Nederlandse plaats Nieuw-Lekkerland. Apollo is een fanfareorkest dat niet op straat marcheert. Momenteel heeft het orkest ongeveer vijftig leden. Apollo treedt jaarlijks op bij de aubade, de intocht van Sinterklaas, de Kerstnachtviering en de Nationale Dodenherdenking. Ook wordt er gespeeld bij andere officiële gelegenheden, bijvoorbeeld als de koningin komt.

## Geschiedenis
Op 21 september 1898 kreeg Apollo zijn eerste dirigent, Philip Hakkert uit Rotterdam. De eerste repetitie was in de Openbare School te Kinderdijk. In 1959 werd de drumband opgericht, deze werd echter in 1997 weer opgeheven, wegens te weinig leden.

## Jeugdorkest
Muziekvereniging Apollo is ook in het bezit van een jeugdorkest, het heet Jong Apollo en is opgericht tijdens het 100-jarig jubileum in 1998.

## Pietenband 'De Pepernoot'
De Pietenband De Pepernoot is een enorm succes. Deze band treedt op tijdens Sinterklaas, waarmee ze zelf geld verdient. Ze heeft al ver van haar geboortedorp opgetreden. Ze heeft onder andere ook al opgetreden in Amsterdam, Leiden en Rotterdam. Tegenwoordig beschikt Apollo ook over een feestband genaamd 'Nootgeval'.